# Complete Discography (álbum de Minor Threat)
Complete Discography es un álbum recopilatorio de la banda de hardcore punk, Minor Threat fue lanzado por Dischord Records en enero de 1989. Como su nombre lo indica, contiene toda la discografía de la banda hasta ese momento, incluyendo sus tres EP, el álbum Out of Step y los tracks que incluye el recopilatorio Flex Your Head. Algunas pistas eran inéditas en esa época y no aparecen en esta edición, pero fueron lanzadas más tarde. Esto incluye las canciones "Understand" y "Asshole Dub" del recopilatorio 20 Years of Dischord.
La portada es muy similar a la del álbum Minor Threat, cuenta con la misma foto realizada a Alec MacKaye, hermano menor de Ian MacKaye. El álbum fue relanzado con portadas de varios colores, incluyendo rojo y negro y en 2003 la versión remasterizada en azul y amarillo.

## Canciones
Todos los tracks por Minor Threat

| N.º | Título                                                  | Álbumes        | Duración |  |
| 1.  | «Filler»                                                | Minor Threat   | 1:32     |  |
| 2.  | «I Don't Wanna Hear It»                                 | Minor Threat   | 1:13     |  |
| 3.  | «Seeing Red»                                            | Minor Threat   | 1:02     |  |
| 4.  | «Straight Edge»                                         | Minor Threat   | 0:45     |  |
| 5.  | «Small Man, Big Mouth»                                  | Minor Threat   | 0:55     |  |
| 6.  | «Screaming at a Wall»                                   | Minor Threat   | 1:31     |  |
| 7.  | «Bottled Violence»                                      | Minor Threat   | 0:53     |  |
| 8.  | «Minor Threat»                                          | Minor Threat   | 1:27     |  |
| 9.  | «Stand Up»                                              | Flex Your Head | 0:53     |  |
| 10. | «12XU» (Cover de Wire)                                  | Flex Your Head | 1:03     |  |
| 11. | «In My Eyes»                                            | In My Eyes     | 2:49     |  |
| 12. | «Out of Step»                                           | In My Eyes     | 1:16     |  |
| 13. | «Guilty of Being White»                                 | In My Eyes     | 1:18     |  |
| 14. | «Steppin' Stone» (Cover de Paul Revere & the Raiders)   | In My Eyes     | 2:12     |  |
| 15. | «Betray»                                                | Out of Step    | 3:02     |  |
| 16. | «It Follows»                                            | Out of Step    | 1:50     |  |
| 17. | «Think Again»                                           | Out of Step    | 2:18     |  |
| 18. | «Look Back and Laugh»                                   | Out of Step    | 3:16     |  |
| 19. | «Sob Story»                                             | Out of Step    | 1:50     |  |
| 20. | «No Reason»                                             | Out of Step    | 1:57     |  |
| 21. | «Little Friend»                                         | Out of Step    | 2:18     |  |
| 22. | «Out of Step»                                           | Out of Step    | 1:20     |  |
| 23. | «Cashing In»                                            | Out of Step    | 3:44     |  |
| 24. | «Stumped»                                               | Salad Days     | 1:55     |  |
| 25. | «Good Guys (Don't Wear White)» (Cover de The Standells) | Salad Days     | 2:14     |  |
| 26. | «Salad Days»                                            | Salad Days     | 2:46     |  |

## Personal
- Ian MacKaye – voz
- Lyle Preslar – guitarra
- Brian Baker – bajo en tracks 1–14 y 24–26, guitarra en tracks 15–23
- Steve Hansgen – bajo en tracks 15–23
- Jeff Nelson – batería
- Cynthia Connolly – dibujos
- Glen E. Friedman – fotografía
- Skip Groff – mezcla
- Susie Josephson – fotografía
- Minor Threat – productor, mezcla
- Tomas Squip – fotografía
- Don Zientara – ingeniero